# 土沢村
土沢村（つちざわむら）は、神奈川県大住郡・中郡に存在した村。現在の平塚市西部に位置した。

## 地理
- 河川：金目川、不動川

## 歴史
- 1889年（明治22年）4月1日 - 町村制の施行により、土屋村、上吉沢村、下吉沢村および足柄上郡井ノ口村飛地が合併して大住郡土沢村が発足。
- 1896年（明治29年）4月1日 - 郡制の施行のため大住郡が淘綾郡と統合され、所属郡が中郡に変更[1]。
- 1956年（昭和31年）9月30日 - 平塚市に編入。同日土沢村廃止。